# Radio Andorra

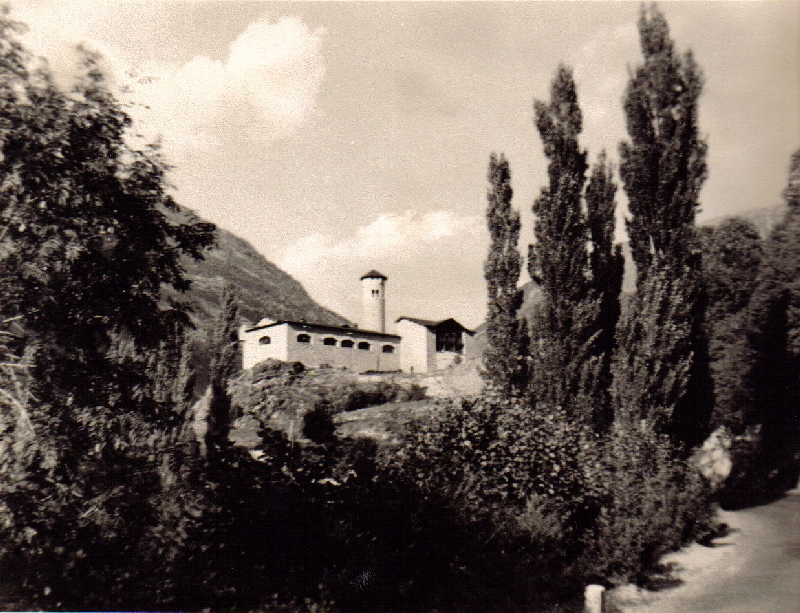
Het zendstation van Radio Andorra in 1961

Radio Andorra was een radiozender in het prinsdom Andorra, die bestond tussen 1939 en 1981. De zender zond voornamelijk muziek uit en richtte zich grotendeels op Franse en Spaanse luisteraars. In zijn hoogtijdagen was de zender zelfs in een groot deel van Europa te ontvangen. Dankzij de zender kwam Andorra voor het eerst op het internationale toneel duidelijk naar voren.
Aangezien de zendinstallatie zich niet op Frans grondgebied bevond, was Radio Andorra in het Franse radiolandschap een zogenaamde radio périphérique, dat wil zeggen een zender die in Frankrijk uitzond, ondanks het staatsmonopolie op radio dat na de Tweede Wereldoorlog van kracht werd. Hierdoor, en door de neutraliteit tijdens de oorlog zelf, heeft de zender altijd op gespannen voet gestaan met de Franse regering, die tijdens de gehele bestaansperiode van de zender heeft getracht hem uit de lucht te halen. Dit gaf de zender een rebels tintje.

## Geschiedenis

### Oprichting
De oprichter van Radio Andorra was Jacques Trémoulet, toen al eigenaar van meerdere andere radiostations in Zuid-Frankrijk, waarvan de belangrijkste Radio Toulouse is. Trémoulet was bang voor de invoering van een staatsmonopolie op radio, waardoor zijn zenders het zwijgen opgelegd zou worden en kocht de uitzendlicentie die een inwoner van Andorra in 1935 van het parlement van Andorra had ontvangen. Ondanks het feit dat Andorra in die tijd nog zeer gebonden was aan Frankrijk en Spanje, bood de bijzondere status van het prinsdom hem de mogelijkheid de regelgeving van beide landen te omzeilen.
Na drie jaar voorbereidingen begon Radio Andorra op 7 augustus 1939 de uitzendingen. In 1942 betrokken de studio's en de administratie het gebouw Roc de les Anelletes in Escaldes-Engordany. De eerste zendmast stond in Puy d'Encamp. De zender zond uit op de middengolf met een golflengte van 364,4 meter (822,7 kHz) met 60 kW en op de korte golf met een golflengte van 50,16 meter (5976 kHz) met 25 kW. Het zendstation, een kenmerkend gebouw, staat in Encamp, op zo'n twee kilometer van de zendmasten.
Radio Andorra was de tweede radio périphérique, na Radio Luxembourg, dat in 1933 aanving met uitzenden. Het radiostation, dat het zendvermogen had om heel Frankrijk te bestrijken, maar zich aan de controle van de Franse regering onttrekt, was de Franse autoriteiten een doorn in het oog. Op alle mogelijke manieren werkten zij de opening van het station tegen.

### Tweede Wereldoorlog
Enkele maanden na de opening van het radiostation verklaarde Frankrijk de oorlog aan Duitsland. De uitzending lag tijdelijk stil maar werd op 3 april 1940 hervat. Dankzij de neutraliteit van Andorra slaagde de zender als enige Franse privézender erin gedurende de gehele Tweede Wereldoorlog uit te zenden, zonder daarbij onder beheer van een van de strijdende partijen te staan, hoewel die daar wel pogingen toe deden. Alle andere zenders van Trémoulet kwamen onder beheer van Vichy-Frankrijk te staan.
In deze context nam Radio Andorra een uiterst simpele programmering aan: de zender beperkte zich tot het spelen van muziek en hield zich verre van het conflict op het continent. Er werd alleen gesproken om de muziek aan te kondigen, afhankelijk van het moment van de dag in het Spaans of het Frans. In deze aankondigingen werd het zinnetje "Aquí, radio Andorra" (altijd in het Spaans) kenmerkend voor het station. Deze spreuk weerklonk al snel door heel Europa, want het duurde niet lang voor de zender over het hele continent populair werd, dankzij het lichte, vermakelijke en uitsluitend muzikale karakter. Alle regeringen en regimes van die jaren gedoogden de zender, omdat die zich niet inliet met politiek en omdat de zendinstallaties in het neutrale Andorra buiten hun bereik waren.
Over de zender tijdens de Tweede Wereldoorlog doen de nodige verhalen de ronde, die echter nooit bewezen zijn. Zo zou de zender gecodeerde berichten voor Duitse onderzeeërs hebben verzonden. Ook van Duitse zijde kwamen vergelijkbare beschuldigingen. Wat weleens gebeurde, is dat vluchtelingen uit bezet Europa liedjes aanvroegen en aan het thuisfront opdroegen om te laten weten dat ze veilig de Pyreneeën overgestoken hadden.

### Gouden jaren

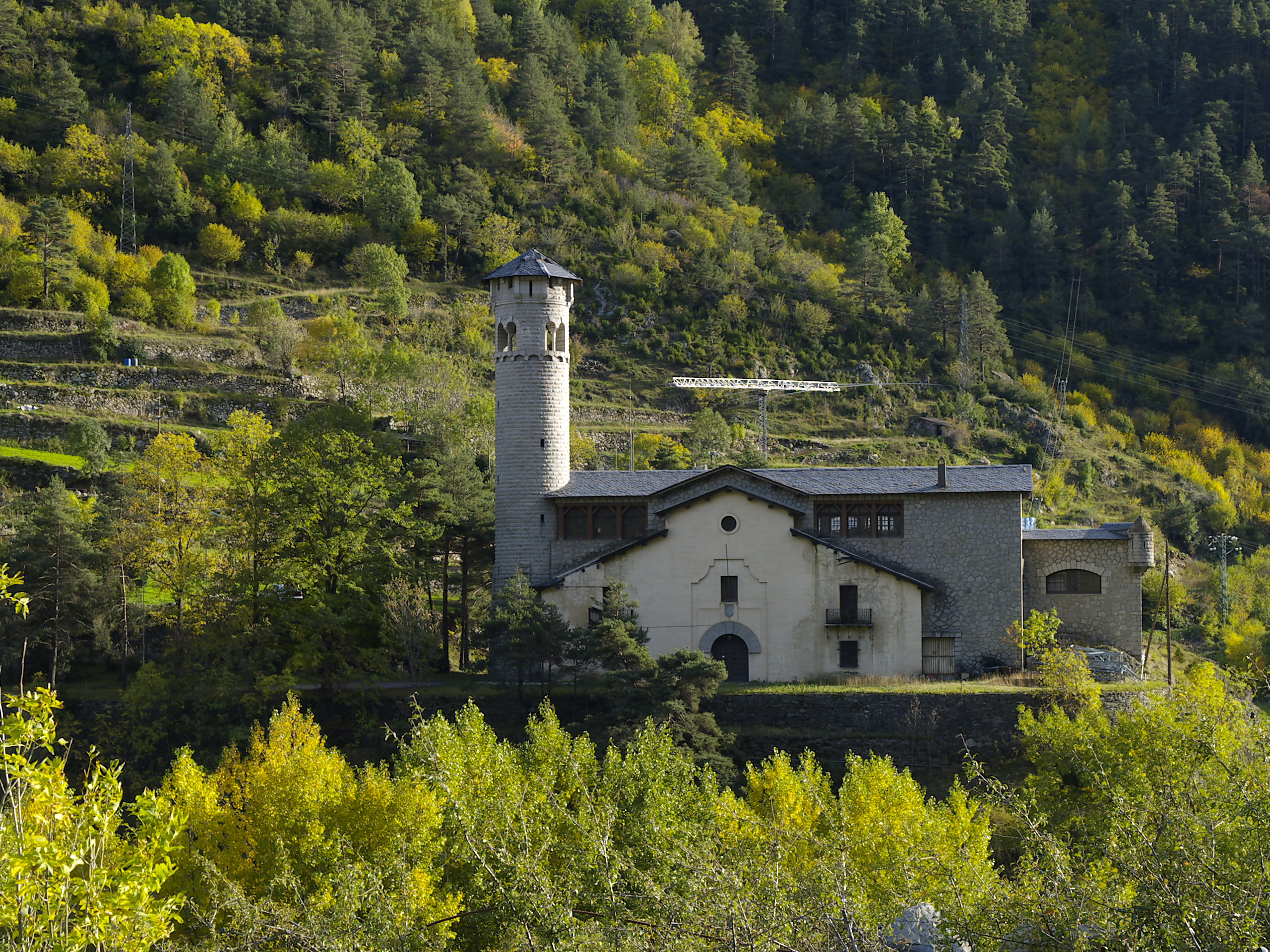
Het zendstation van Radio Andorra in Encamp

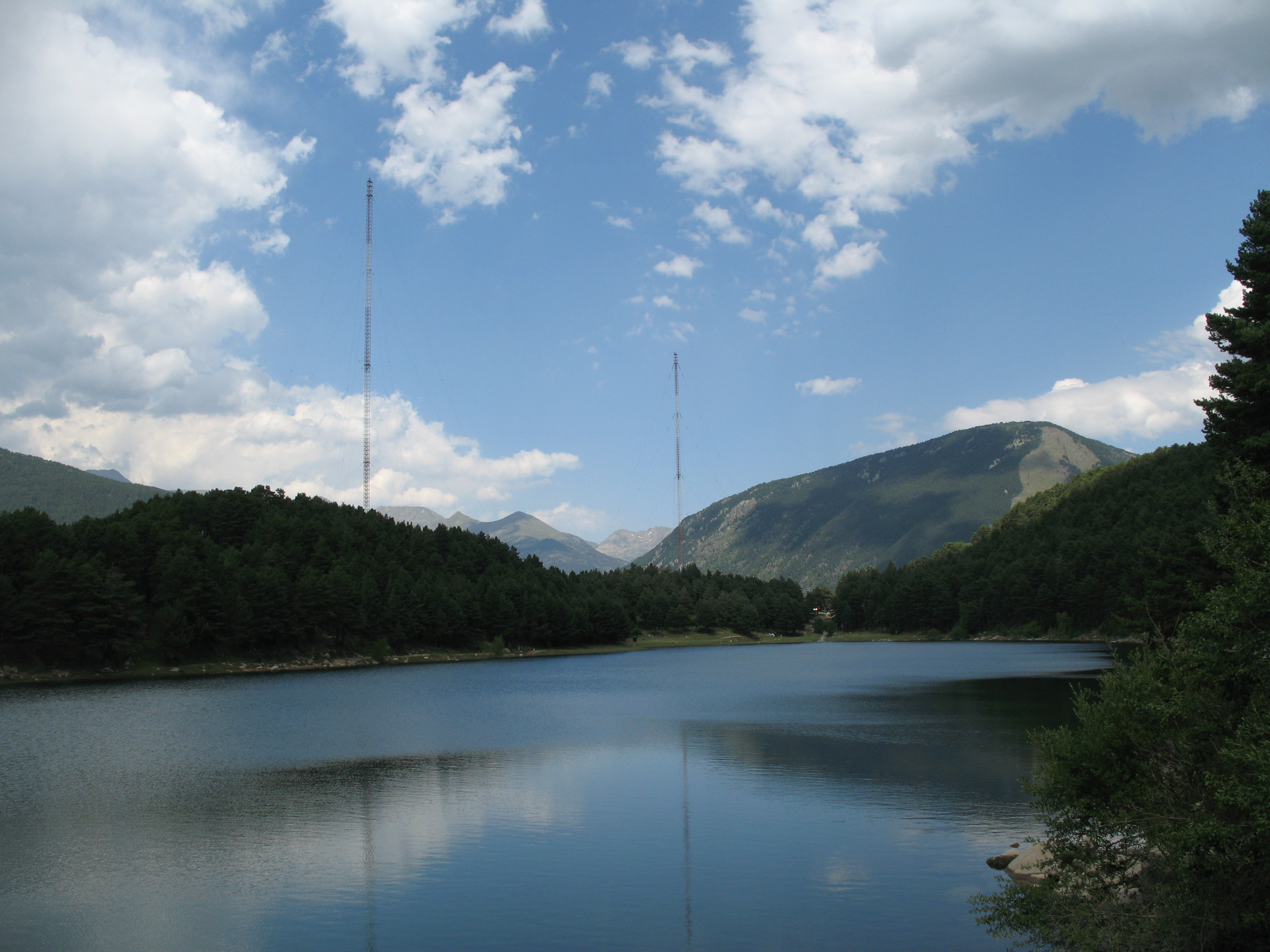
De zendmasten van Radio Andorra, nog altijd niet ontmanteld, staan als stille getuigen in het prinsdom

Het radiostation wist de zorgvuldig opgebouwde onafhankelijkheid na de oorlog te behouden, wat de vijandigheid van de Franse autoriteiten versterkte. De Andorrese regering werd tot aan de sluiting van de zender in 1981 constant onder druk gezet. Dankzij deze neutraliteit hadden de Spaanse autoriteiten juist geen enkel probleem met de zender: het maakte het regime van Franco niet uit dat het geen invloed op het radiostation had, zolang dit zich maar niet met politieke vraagstukken bezighield.
Oprichter Jacques Trémoulet werd na de oorlog in Frankrijk ter dood veroordeeld voor collaboratie vanwege de contacten die hij met de bezetter onderhield om zijn radiostations op Franse bodem open te houden. Hij vluchtte naar Spanje en later naar Zwitserland, tot hem in 1949 amnestie werd verleend. Radio Andorra liep ondertussen behoorlijke schade op en niet alleen door de reputatieschade van de eigenaar: bij Bordeaux en Parijs installeerde de Franse regering stoorzenders die de ontvangst van het station vanaf 15 mei 1948 onmogelijk maakten. De reclame-inkomsten liepen snel terug. Na bijna een jaar werd de plaatsing van deze stoorzenders onwettig verklaard door de rechtbank van Parijs.
Toen de jaren vijftig begonnen was de zender opnieuw in heel Frankrijk en in een groot deel van Europa te beluisteren, en op de korte golf zelfs tot in andere continenten. De reclame-inkomsten kwamen weer op gang en de zender consolideerde zich. Het prinsdom, en dan met name het toerisme, pikte een graantje mee van het bereik van de zender door reclame voor zichzelf te maken. Radio Andorra haalde het land definitief uit het internationale isolement waarin het altijd had gezeten.
De Franse overheid ging onverminderd door met het bemoeilijken van het functioneren van Radio Andorra. Er werden allerlei administratieve barrières opgeworpen, de zender werd negatief afgeschilderd in de pers en aan de grens vonden controles plaats om te voorkomen dat zendmateriaal en vooral platen Andorra binnenkwamen. Het mocht niet veel baten; de zender hervond de populariteit van voorheen en in het zuiden van Frankrijk, waar Radio Luxembourg en het net opgerichte Europe 1 niet ontvangen konden worden, was Radio Andorra marktleider. Tijdens primetime begonnen hoorspelen een dominante rol te krijgen en ook kregen de presentatoren een duidelijker persoonlijk profiel, zonder dat dat echter de onafhankelijkheid van de zender aantastte.
Ook in Spanje was de zender populair, zelfs bij de regering. No-Do, het bioscoopjournaal van het Francoregime, prees de zender en noemde hem 'een geruis van vrede'.

### Radio des Vallées

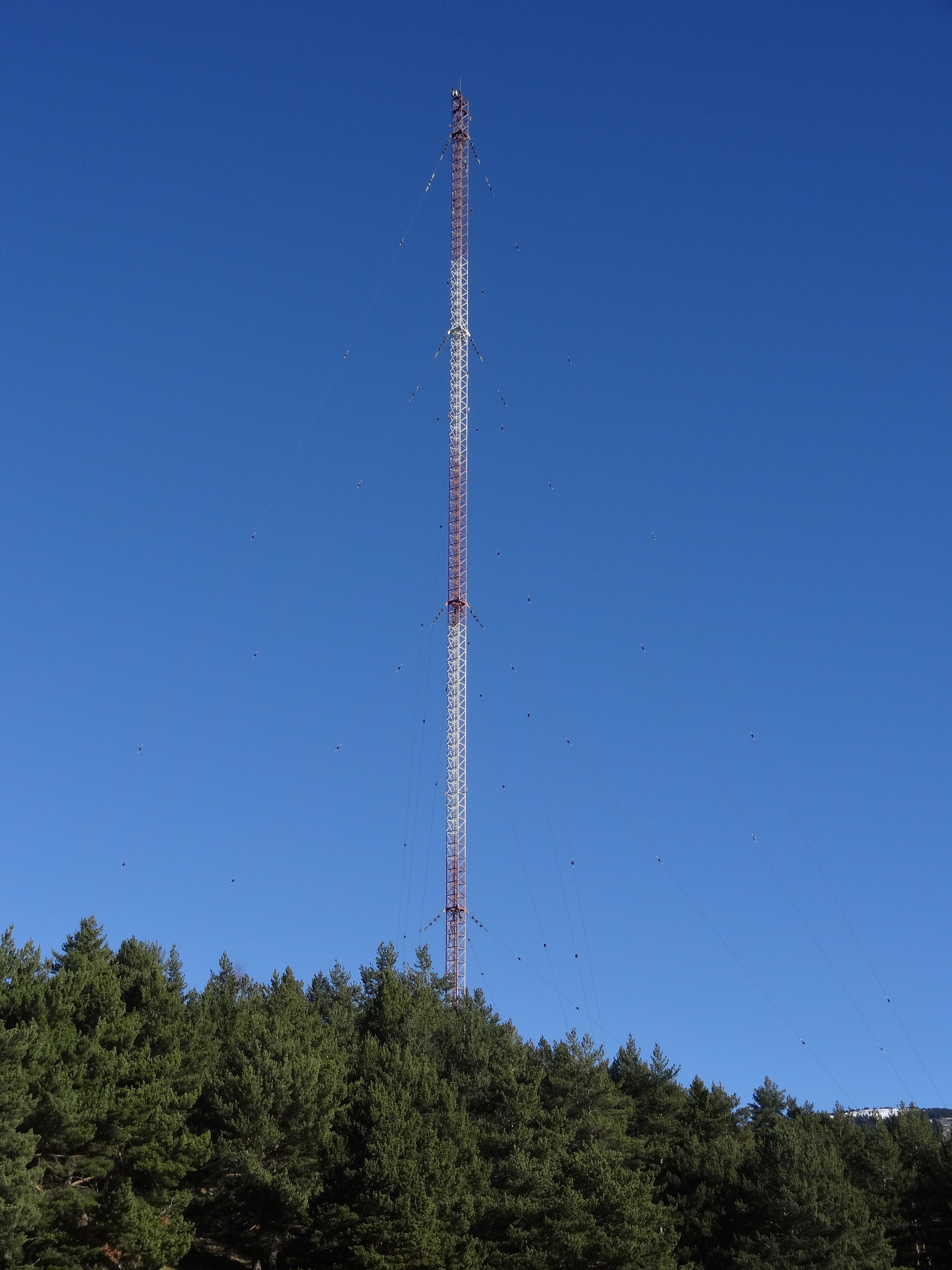
Een in onbruik geraakte zendmast van Radio Andorra

In 1951 ontstond bij de Franse regering het plan om een andere radio périphérique in Andorra op te richten en daarmee Radio Andorra te beconcurreren: 'Andorradio'. Toen het parlement van Andorra in 1952 besloot dat deze zender gesloten moest worden, sloot Frankrijk de grens met het land volledig, inclusief voor alle Andorrese ingezetenen. De grens bleef dicht tot 1954. Onder druk van de toenmalige Franse president Vincent Auriol begonnen onderhandelingen met de Andorrese regering, met als doel het verkrijgen van eenzelfde soort concessie als Radio Andorra al had.
Uiteindelijk zwichtte de Andorrese regering en werd een concessie verleend aan Andorradio, dat in 1958 begon met uitzenden. Hoewel in naam een private onderneming, stond deze zender door middel van het overheidsbedrijf SOFIRAD onder bestuur van de Franse staat. Het lukte deze nieuwe zender vooralsnog niet Radio Andorra als marktleider te verdringen.
In 1961 kregen beide zenders een concessie voor 20 jaar. Deze concessies waren elk verbonden aan een van de twee coprinsen van het vorstendom, waarbij afgesproken werd dat de concessie van Radio Andorra aan de bisschop van La Seu d'Urgell toeviel en deze zender zich meer zou richten op Spanje en het internationale publiek. Trémoulet stond de zender vrijwillig af aan het Francoregime, om de exploitatie in eigen handen te houden. Het belangrijkste gevolg voor de luisteraar was het volledige verdwijnen van het Catalaans, aangezien het regime een verbod op het gebruik van die taal had uitgevaardigd.
De andere concessie viel toe aan de president van Frankrijk en de bijbehorende zender zou zich op dat land richten. Om verwarring te voorkomen werd de naam van deze zender gewijzigd in Radio des Vallées. Nog later zou deze naam gewijzigd worden in Sud Radio, onder welke naam dat station nog steeds uitzendt.
Tijdens de jaren zestig ontstond er een felle concurrentiestrijd tussen beide zenders, ondanks de gemaakte afspraak over de territoriale verdeling. Radio Andorra bleef een deel van haar programmering in het Frans uitzenden. Beide radiostations voerden het vermogen van hun zenders op en Radio Andorra plaatste nieuwe antennes bij het Estany d'Engolasters. De plaatsing bij het meer bood het voordeel dat de radiogolven weerkaatsten op het water, wat extra bereik opleverde. Radio Andorra beschikte over studio's in Madrid, Barcelona, Parijs en Toulouse.
Ook pasten beide zenders continu hun programmering aan de smaak van het publiek aan, met name aan die van jongeren. Presentatoren veranderden langzaamaan in dj's en het muziekaanbod werd flink gemoderniseerd. Trémoulet besloot in 1962 de gehele directie van Radio Andorra te vervangen en plaatste de directie van Radio Tanger, een van zijn andere zenders, in Andorra. Van dit team werd verwacht de zender te moderniseren. Het stelde zich echter zeer arrogant op en dat viel niet in goede aarde. Ze veranderden alles, ook de programma's die succes hadden.
Sud Radio won de concurrentieslag op techniek. Door grote investeringen uit Frankrijk oversteeg het zendvermogen dat van Radio Andorra, die deze strijd niet bij kon benen. De luistercijfers liepen echter al sinds het vervangen van de volledige directie in 1962 terug. In 1968 verloor Radio Andorra de leidende positie op de markt in het zuiden van Frankrijk aan Sud Radio en het slaagde er nooit in die terug te krijgen.

### Verval
In 1971 overleed Jacques Trémoulet. Voor Radio Andorra begon het verval. Reclamegelden gingen steeds meer naar Sud Radio en het station kon niet investeren in de broodnodige modernisering van de zendinstallaties, waardoor het ontvangstgebied zich steeds meer beperkte tot een klein gebied rondom het prinsdom. Het station zond nu op de middengolf uit op 701 kHz en vanaf 1975 op de korte golf op 5995 kHz. Er werd toenadering gezocht tot RTL, maar de samenwerking bleef beperkt. De programmering ging steeds meer lijken op die van andere radios périphériques en er werd aarzelend begonnen met het uitzenden van nieuwsflitsen. Radio Andorra ging haar eindjaren in.
Op de korte golf verhuurde de zender tijd aan onder andere Noord-Europese zenders (uit onder meer Nederland, het Verenigd Koninkrijk en Scandinavië) en Adventist World Radio.

### Sluiting

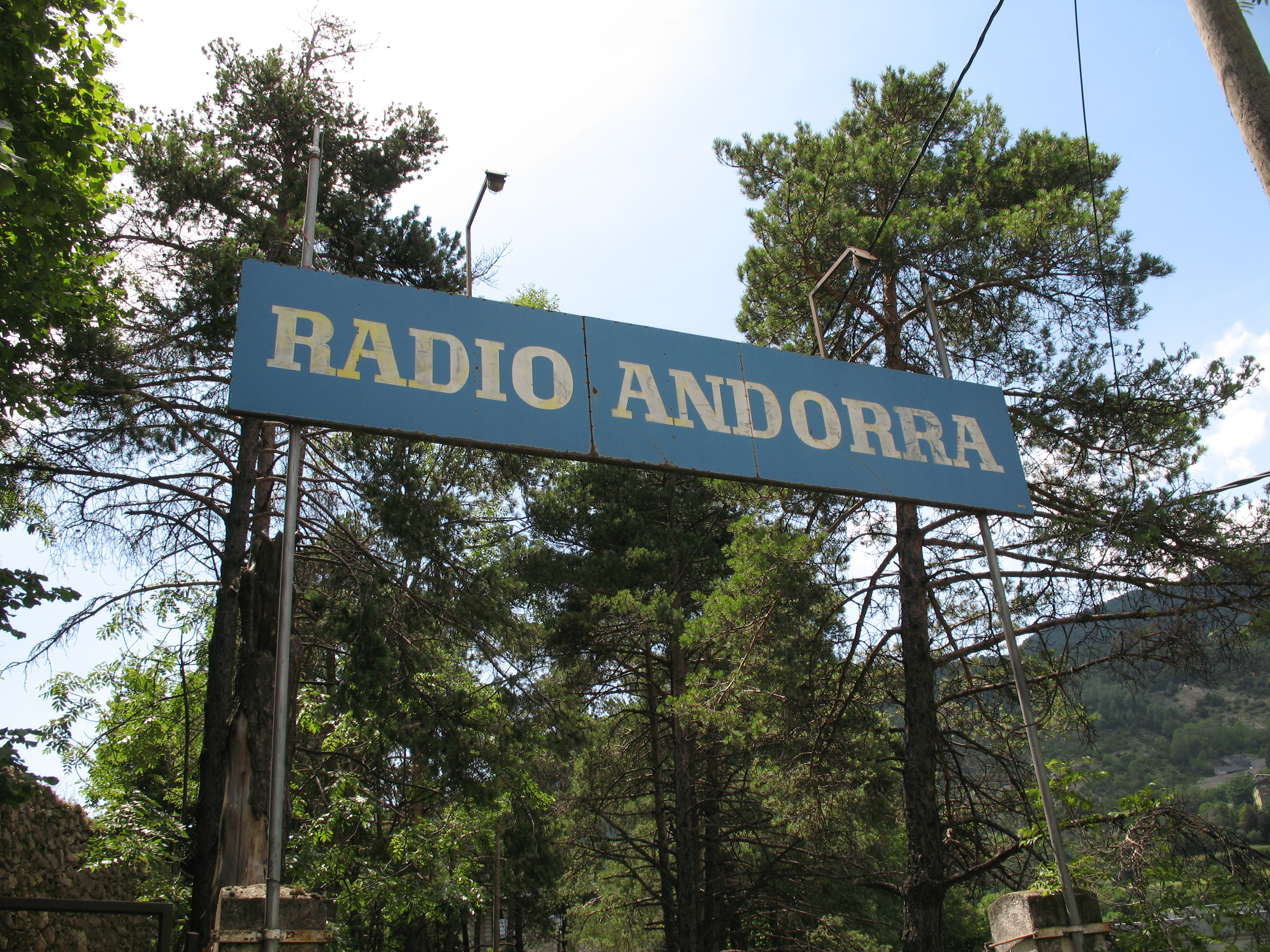
Het bord dat nog altijd boven de toegangsweg naar het gebouw van Radio Andorra hangt

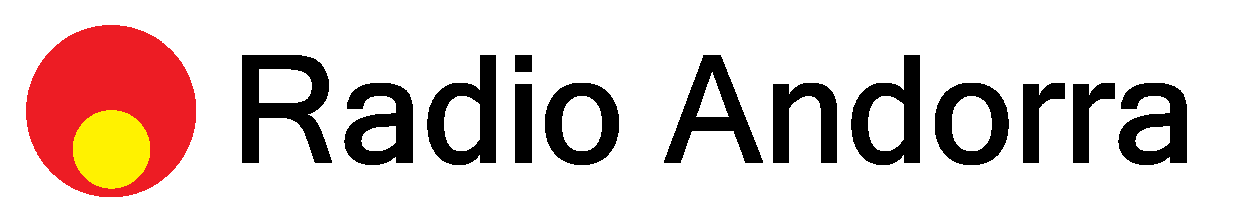
Het logo van Radio Andorra in de slotjaren

Op 26 juni 1980 kondigde het parlement van Andorra aan noch de concessie van Radio Andorra, noch die van Sud Radio te willen verlengen. Men was van mening dat Frankrijk en Spanje te veel invloed hadden op de radiozenders in het land en wilde een eigen (staats)zender opzetten. Op 2 april 1981 's avonds werd beide zenders bevolen de uitzending onmiddellijk te staken. Radio Andorra gaf hieraan gehoor; Sud Radio niet. Op 3 april was Radio Andorra weer even in de lucht, maar na een politie-inval werd de uitzending op 4 april weer gestaakt. Sud Radio verplaatste haar activiteit naar Franse bodem, waar inmiddels het staatsmonopolie op radio was opgeheven.
Gedurende drie jaar probeerden oud-werknemers en luisteraars de zender weer in de lucht te krijgen. In 1984 lukte het nog drie maanden uit te zenden. Tussen tien uur 's avonds en middernacht was de programmering opnieuw in het Frans, wat leidde tot onmiddellijke protesten van de Franse regering, die dreigde opnieuw stoorzenders op te stellen.

### Ràdio Nacional d'Andorra
In 1989 besloot het parlement van Andorra tot de oprichting van een publieke omroep in het land. In 1990 begon Ràdio Nacional d'Andorra (RNA) uit te zenden, in het Catalaans en zonder te ontvangen te zijn in het buitenland. RNA betrok de verlaten gebouwen van Sud Radio.

### Conflict over afhandeling met Spanje
Omdat de installaties van Radio Andorra in 1961 door Trémoulet overgedaan waren aan de Spaanse staat, was deze ook verantwoordelijk voor het aflossen van openstaande schulden en het afbetalen van de werknemers toen in 1981 de concessie niet werd verlengd. Het zou tot 2007 duren voordat de Andorrese en Spaanse regeringen, schuldeisers en werknemers tot een akkoord zouden komen over de afhandeling hiervan. Er werd afgesproken dat Spanje de installaties over zou dragen aan Andorra, onder voorwaarde dat het zendstation voor culturele doeleinden zou worden gebruikt, en dat het prinsdom op zijn beurt de schulden af zou lossen (250.000 euro) en de openstaande rekeningen met oud-werknemers (600.000 euro) zou vereffenen. Twee jaar later werd de overeenkomst officieel getekend.

## Frequenties
Bij aanvang van het station werd er uitgezonden op de middengolf, met een golflengte van 364,4 meter (822,7 kHz) en een vermogen van 60 kW, en op de korte golf, met een golflengte van 50,16 meter (5976 kHz) met 25 kW. Het gebruik van de korte golf geschiedde slechts met grote intervallen.
Radio Andorra beschikte lange tijd over een van de krachtigste zendinstallaties van Europa. In 1960 had deze een vermogen van 100 kW, in 1964 van 180 kW en toen in 1967 de nieuwe zendmasten in gebruik werden genomen, kon het station op de middengolf uitzenden met een vermogen van 300 kW. Op de korte golf kon er toen worden uitgezonden met een vermogen van 50 kW. Het feit dat de antennes op een hoogte van 1250 meter in de Pyreneeën staan, verhoogde de reikwijdte van het signaal nog meer.
In de jaren zeventig zond het station uit op de middengolf op 701 kHz en vanaf december 1975 op de korte golf op 5995 kHz. In juli van het jaar daarop verhuisde de zender op de korte golf naar 6230 kHz. Er werden mogelijkheden onderzocht om op de lange golf uit te zenden, maar geen van de radio-antennes in het land was daarvoor geschikt.

## Programmering
Opgericht in een zeer turbulente periode van de Europese geschiedenis, was Radio Andorra er veel aan gelegen niet verwikkeld te raken in de conflicten die op het continent woedden. Dit bewerkstelligde de zender door zich verre te houden van deze conflicten en zich te onthouden van het bespreken ervan of zelfs maar het informeren erover. Vanaf het begin werd de fundamentele keuze gemaakt de zender volledig te wijden aan muziek en stelde men zich als doel Ofrecer música, cordialidad y alegría con los mensajes de afecto('het bieden van muziek, gezelligheid en vrolijkheid met berichten van genegenheid').
De leuze "Aquí Radio Andorra, (la emisora del principado de Andorra" ('Hier Radio Andorra, de zender van het prinsdom Andorra') werd steeds herhaald, onveranderlijk in het Spaans. Het was het ultieme herkenningsteken van het station over het hele Europese continent.

### Muziekzender
Tijdens de eerste decennia was de programmering opgedeeld in ononderbroken stukken van 15 minuten, waarin één bepaalde muziekstijl werd gedraaid. Daarbij was er een duidelijke voorkeur voor accordeon-, operette- en variétémuziek, belcanto en musettes. De enige informatie die werd gegeven ging over de platen die werden gedraaid. Afhankelijk van het moment van de dag gebeurde dit in het Frans of het Spaans.
Vanaf het begin was het mogelijk voor luisteraars om nummers aan te vragen en aan iemand op te dragen. Tijdens de oorlog werd dit wel door vluchtelingen gebruikt om aan het thuisfront te laten weten dat men veilig de Pyreneeën over was gestoken. De aangevraagde nummers werden gedraaid in het programma El concierto de los radioyentes ('Het concert van de radioluisteraars') in het Spaans of Programme à la carte in het Frans. De aanvragen kwamen per post binnen en er diende een bescheiden bedrag bijgesloten te worden, wilde het berichtje bij de opdracht daadwerkelijk voorgelezen worden. Het aanvragen van liedjes was het succesvolst in de jaren zestig, waarin ze soms wel drie uur in beslag konden nemen. Een belangrijke reden voor het succes van dit programma vormden de Spaanse gastarbeiders in heel Europa die nog familie in Spanje hadden, of familieleden die binnen Spanje ver uit elkaar woonden. Andere muziekprogramma's in de jaren vijftig waren Un sourire chantant ('Een zingende glimlach'), speciaal voor patiënten van sanatoria in het prinsdom, of Pages immortelles (onsterflijke pagina's), een programma met klassieke muziek.
Onder druk van de concurrentie met Sud Radio moest de zender zich steeds vernieuwen. De programmering werd aangepast aan de smaak van die tijd. De muziek die tot dan toe werd gespeeld werd in de jaren zestig als oubollig gezien en moest plaats maken voor popmuziek. In de jaren vijftig en zestig, de succesvolste jaren van het station, kwamen bekende artiesten als Antonio Machín, Dalida, Johnny Halliday en Gilbert Bécaud naar de studio voor een interview en om er een liveoptreden te geven.

### Variété
Vanaf 1947 begon de zender in bescheiden mate hoorspelen en variétéprogramma's uit te zenden, geproduceerd door die andere radio périphérique die zich wist te onttrekken aan invloed van Parijs, maar in het zuiden niet ontvangen kon worden: Radio Luxembourg. Begin jaren vijftig begonnen in de avonduren deze hoorspelen zelfs de overhand te krijgen.
In de jaren zestig ontwikkelde elke radiozender een eigen spelletje om meer luisteraars te trekken. Radio Andorra greep terug op een vooroorlogs spel: La course d'escargots ('de slakkenrace'). Aan het begin van iedere ochtend werd een aantal slakken, waar luisteraars op konden wedden, aan de start van een parcours geplaatst. Vervolgens gaf de presentator elke twintig minuten de posities van de beestjes door.

### Nieuws, actualiteiten en regio
Tot in de jaren zeventig bleven nieuws en actualiteiten op de zender een taboe. Zelfs toen hier in de loop van dat decennium aarzelend mee werd begonnen, waren het korte en zeer beknopte nieuwsflitsen met alleen de belangrijkste punten van het nieuws. Toen in 1980 duidelijk werd dat de Andorrese overheid de zender wilde sluiten, berichtte Radio Andorra zelfs niet over de problemen waarin het verkeerde. Uitzondering hierop was het laatste nieuwsbulletin op 4 april 1981, waarin de zender zijn eigen sluiting aankondigde.
Wel berichtte de zender over sport en cultuur. Voorbeelden van sportprogramma's waren Sol, deporte y nieve ('Zon, sport en sneeuw') en Antorcha deportiva ('Sportieve fakkel').
In de laatste jaren werd er nog succes behaald met programma's gericht op de regio, een vraag waarin andere zenders, die nog zeer op Parijs gericht waren, tekortschoten. Dit succes gold zowel bij de vaste luisteraars als bij de vakantiegangers die 's zomers op de stranden van Languedoc-Roussillon lagen en 's winters op de skipistes stonden. 's Zomers had het station zelfs elk jaar een tijdelijke studio op het strand van Canet-en-Roussillon. Ook deed in de laatste jaren het gebruik van het Catalaans, de taal van Andorra en de regio Catalonië net over de grens met Spanje, opnieuw zijn intrede, nadat deze in 1961 volledig van de zender was verdwenen.

### Presentatoren en dj's
Bij aanvang van de uitzendingen hadden presentatoren uitsluitend een functionele rol. Ze dienden de muziek aan te kondigen, de ingezonden teksten bij de opgedragen nummers voor te lezen, reclame te maken en natuurlijk de leuze van het station herhalen: Aquí Radio Andorra (emisora del principado de Andorra), voorafgegaan door een gongslag die elke keer 'live' in de studio gedaan werd. Victoria Zorzano zou de geschiedenis ingaan als Mademoiselle Aquí, maar van haar aankondiging is geen opname bewaard gebleven. Uiteindelijk zou het de stem van Lydia Linares zijn waarin de leuze opgenomen en bewaard is gebleven.
In de jaren vijftig kregen de presentatoren ook een duidelijker eigen profiel, een opmaat naar het fenomeen dj. Desalniettemin werd er voor gewaakt dat dit de onafhankelijkheid van het station niet in gevaar bracht.
De rol van de presentatoren ontwikkelde zich verder onder invloed van de concurrentie met Sud Radio. In de jaren zestig veranderden de typische blokken van 15 minuten muziek in één muziekstijl in programma's van meerdere uren gemaakt door één presentator, die nu duidelijk een dj geworden was en een persoonlijk stempel op zijn programma drukte.

### Talen
In grote lijnen was de afwisseling van Frans en Spaans het enige element dat vanaf de oprichting tot de sluiting van het station onveranderd is gebleven. 's Ochtends en aan het eind van de namiddag en begin van de avond werd er Frans gesproken; rond de middag, 's avonds en 's nachts Spaans. Oorspronkelijk waren er ook programma's in het Catalaans, maar het gebruik van die taal werd in 1961, toen het officiële bezit van de zender toeviel aan de Spaanse autoriteiten, verboden.
Met het internationale succes werd er ook meer plaats ingeruimd voor andere talen. Zo was er op zondagavond rond half negen een programma in het Portugees, gericht op de vele gastarbeiders uit dat land in heel Europa. Een belangrijk onderwerp in dat programma waren de voetbaluitslagen in de Portugese competitie.
Halverwege de jaren zeventig had de zender het plan om in nog meer talen uit te gaan zenden. Dit plan concretiseerde zich het meest voor programma's in het Nederlands, die gemaakt zouden moeten worden door oud-werknemers van zeezenders op de Noordzee. Deze programma's werden uiteindelijk niet in de normale programmering opgenomen, maar vanaf augustus 1976 zond de internationale dienst van Radio Andorra op de korte golf een aantal programma's uit in het Nederlands en het Engels, waarvan een programma op de zondagmorgen dat gemaakt werd door World Music Radio in Amsterdam.
In de jaren zeventig werd er opnieuw plaats ingeruimd voor programma's in het Catalaans, de officiële taal van het prinsdom. Het was tevens een manier om de luisteraars in het aangrenzende Catalonië tegemoet te komen.

### Zeezenders
Hoewel nieuws en actualiteiten taboe waren, betuigde de zender steun aan andere radiostations die problemen hadden met overheden, zoals de zeezenders op de Noordzee.
Op 2 maart 1969 bijvoorbeeld werd er een twee uur durend programma in het Engels gemaakt, ter nagedachtenis aan Radio Caroline, een piratenzender op de Noordzee die precies een jaar eerder gesloten werd. Deze uitzending bevatte opnames van dj's van dat station en muziek die er vaak gedraaid werd.
Bert Bennett, oud-medewerker van de zeezender Radio Mi Amigo, kreeg in 1977 tijd toebedeeld op de zender. Zijn programma's waren een paar weken lang te beluisteren. Een van die programma's was de Nederlandse top 100 over 1976. Het programma had internationaal succes, uit verscheidene landen kwamen er per post reacties binnen.

### Vervagende eigenheid
In de loop van de jaren zeventig ging de zender steeds meer op de andere radios périphériques lijken: de programmering was gericht op het vrouwelijke publiek in de morgen, gevolgd door spelletjes en muziekprogramma's in de middag en 's avonds muziek en entertainment voor de jongeren. Het programma À chiffons rompus dat 's ochtends voor het vrouwelijke publiek werd uitgezonden, bevatte de rubriek Les plus belles lettres d'amour ('de mooiste liefdesbrieven') waarin chansons over liefde te horen waren.
De eigen identiteit van het station vervaagde. Ondanks, of juist vanwege, deze vervagende identiteit en de teruglopende technische middelen, nam het aantal luisteraars snel af. Hoewel dit niet meespeelde in de overweging het station te sluiten, was het verval van het station overduidelijk.

## Gebouw en zendinstallatie
Het gebouw waarin het zendstation gevestigd was heeft een bepaalde architectonische waarde, zijnde kenmerkend voor het begin van de 20e eeuw. In het ontwerp van het gebouw worden een aantal kenmerkende aspecten van de plaatselijke bouwkunst geïmiteerd, zoals de ronde toren die een donjon voorstelt en de naast elkaar geplaatste ramen onder de dakrand die typisch zijn voor de plaatselijke middeleeuwse bouwkunst. De voorgevel is een kopie van de gevel van een plaatselijke hoeve en de zijgevel die van een landhuis. Op de hoekstenen staat het wapen van Andorra.
De zender betrok dit gebouw in 1942 en bleef daar gevestigd tot de sluiting in 1981. Na de sluiting van Radio Andorra bleef het zendgebouw verlaten achter. Doordat het gebouw bij het uitgeven van de concessie in 1961 eigendom was geworden van de Spaanse staat, die er na de sluiting geen onderhoud meer op pleegde, raakte het langzaamaan in verval. Pas in 2009 ging het over in handen van de Andorrese regering. Voorwaarde was wel dat het gebouw een culturele bestemming zou krijgen. In 2012 werd besloten dat er een radiomuseum in het gebouw gevestigd gaat worden. Al in 2010 was begonnen met de restauratie van de collectie van 35.000 grammofoonplaten.
Op de plaats van het gebouw Roc de les anelletes in Escaldes-Engordany, waar vanaf 1942 de studio's en administratie gevestigd waren, staat tegenwoordig een ziekenhuis. In 1986 werd de volledige inboedel uit het oorspronkelijke gebouw verwijderd, waaronder de enorme muziekcollectie. In 1991 brandde het gebouw volledig uit.
De zendmasten nabij het Estany d'Engolasters staan nog steeds overeind.